# Academy of Natural Sciences
A Academy of Natural Sciences of Philadelphia (Academia de Ciências  Naturais de Filadélfia) ou simplesmente Academy of Natural Sciences é uma sociedade científica norte-americana criada em 1812 com o objetivo de enriquecer os conhecimentos científicos em história natural. A Academia realiza o papel triplo de suporte à pesquisa, da educação e de prover o museu.
Em 2010, localiza-se no  Ben Franklin Parkway,  perto de  Logan Square, Filadélfia.
A Academia organizou a partir da sua criação importantes expedições, como as conduzidas por Stephen Harriman Long (1784-1864) e  Ferdinand Vandeveer Hayden (1828-1887)  ao oeste americano. Estes exploradores reuniram numerosos espécimes, criando o embrião das futuras coleções. Estas expedições foram seguidas por muitas outras.
Nos anos de 1920 e 1930, a Academia adquiriu esplêndidos dioramas e abriu sessões de formação para as escolas da Filadélfia.
A Academia abriu as suas portas ao público em 1828 e empregou, frequentemente voluntários, os grandes cientistas americanos da época como Thomas Say (1787-1843) e Thomas Nuttall (1786-1859).
Em 1948,  devido ao aumento da poluição e à degradação do meio ambiente, é criado o "Departamento de Pesquisas do Meio Ambiente", que realiza numerosas pesquisas sobre os sistemas aquáticos.
A partir do século XX a Academia assumiu uma importante liderança no campo da zoologia americana, principalmente na ornitologia. Entre os ornitologistas associados neste tempo incluem-se  Witmer Stone, James Bond,  Frank Gill,  e Robert Ridgely. O  ornitólogo James Bond foi curador do setor de ornitologia.
A Academia apresenta uma grande coleção de ossos de dinossauros. Os visitantes são cumprimentados por um grande  Giganotosaurus, provavelmente  o maior predador que tenha existido na Terra. Apresenta três salões, o africano, o asiático e o norte-americano.